# Массалія
43°17′47″ пн. ш. 5°22′12″ сх. д. / 43.296346° пн. ш. 5.369889° сх. д.

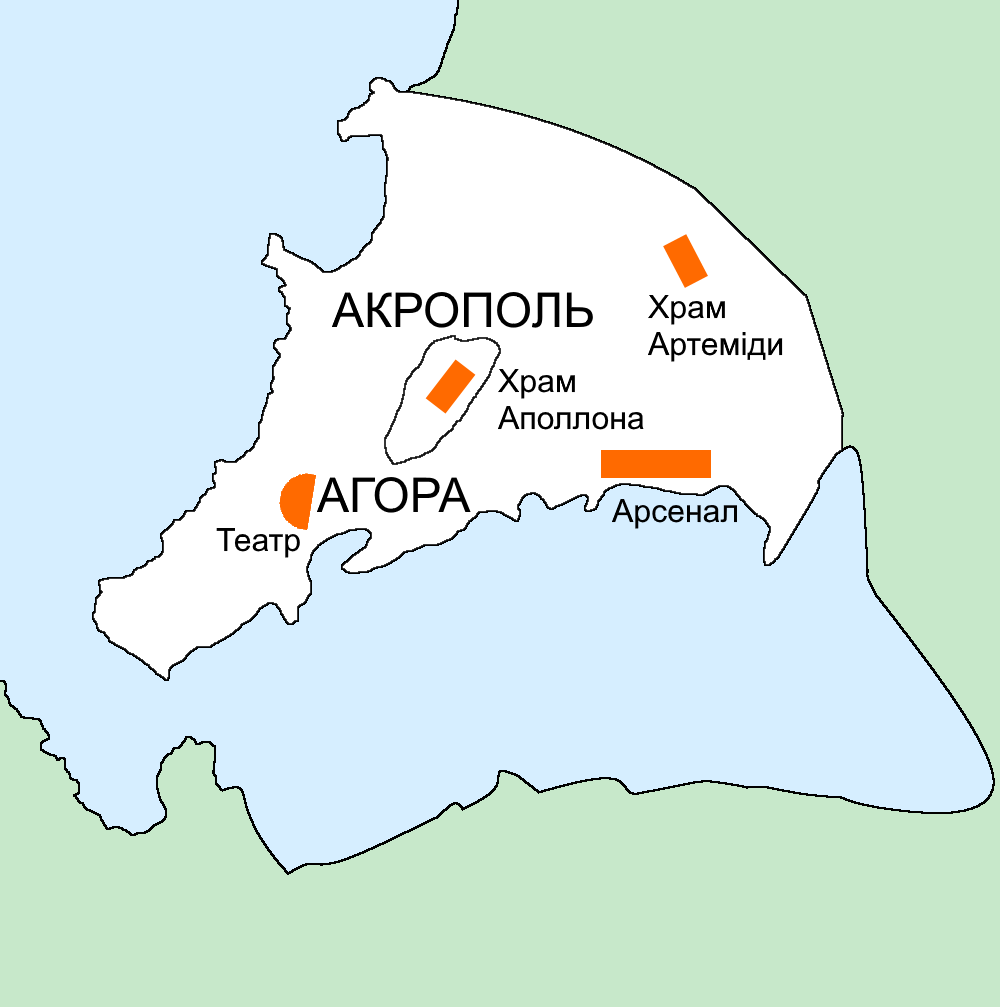
Массалія за грецької доби

Massalia (грецькою : Μασσαλία; латинською : Massilia, сучасний Марсель) була стародавньою грецькою колонією заснована в 600 р. до н. е. на середземноморському узбережжі сучасної Франції, на сході від річки Рони, іонійськими поселенцями з Фокеї, в Західній Анатолії.

## Загальна характеристика
Після захоплення Фокеї персами в 545 році до н. е. нова хвиля поселенців втекла до колонії.    Марсель — найстаріше місто Франції та одне з найстаріших постійно населених поселень Європи.

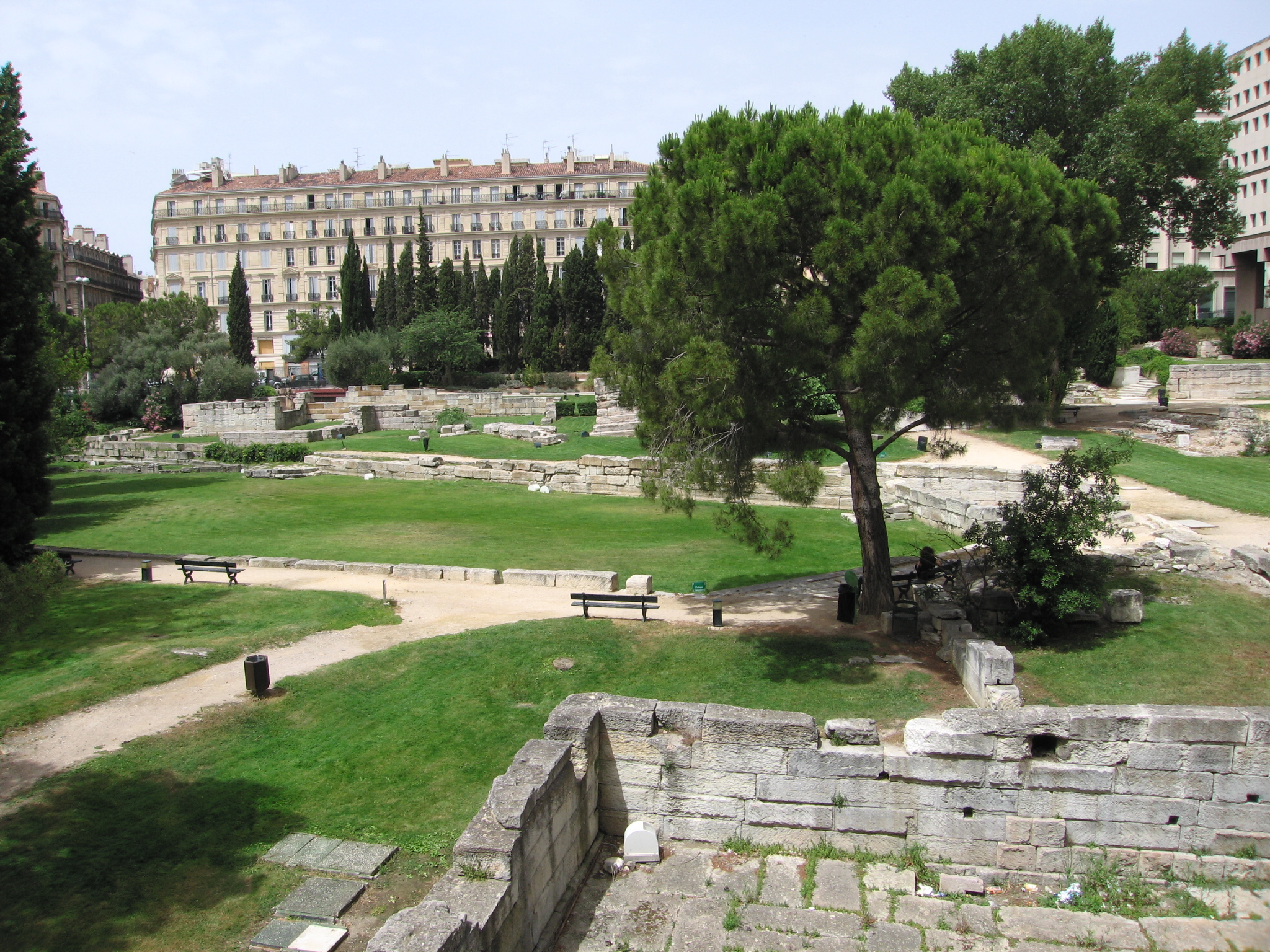
Залишки порту Массалії

Після середини VI століття до н. е. Массалія стала важливим торговим пунктом західного Середземномор'я. Він переріс у створення власних колоній на морському узбережжі Галлії Нарбоненської протягом 4-го і 3-го століть до нашої ери, включаючи Агату (кінець 5-початок 4 ст. е.), Olibia (бл. 325), Тавренцій (початок 3 ст.), Антиполіс і Нікея (бл. середини III ст.).   Массалія була відома в стародавні часи своїми дослідниками: Євтимен подорожував до західного узбережжя Африки наприкінці VI століття до н.e., а Піфей досліджував північно-західну Європу наприкінці 4 століття до н.e.. 
Колонія залишалася вірним союзником Риму протягом усіх Пунічних воєн (264—146 рр. до н. е.). Відступ Карфагена від Іберійського узбережжя після його поразки в Другій Пунічній війні (218—201) надав Массалії панування над Левовою затокою, а падіння Карфагена в 146 році, ймовірно, призвело до активізації торгівлі між грецькою колонією та кельтиберами. 
Спочатку Массалія обрала нейтралітет під час Громадянської війни між Цезарем і Сенатом, але все ж таки стала на бік противників Цезаря після прибуття Луція Доміція Агенобарба. Місто було обложено в 49 році до н. е., і врешті-решт довелося здатися армії Цезаря. Після цієї поразки Массалія втратила більшу частину своєї внутрішньої території. 
Протягом римського та пізнього античного періодів місто, тоді відоме як Массілія на латині, залишалося головним центром морської торгівлі. Він став civitas в межах Римської імперії не пізніше бл. 300 року н. е. 

## Політична система
Массалія як олігархічна республіка управлялася аристократією, яка спочатку походила від первісних поселенців. Збори з 600 тимучоїв, членство яких обумовлювалося залученням до торговельної діяльності, обирали 15 магістратів, 3 з яких мали виконавчу владу.  

## Прислів'я
Suda вказує на те, що греки використовували приказки Ἐκ Μασσαλίας ἥκεις («ви що з Массалії?») і Ἐς Μασσαλίαν πλεύσειας («вам краще плисти до Массалії») щодо тих, хто живе в жінкоподібним і м'яким життям, скоріше за все, тому, що чоловіки Массалії носили вишукані довгі напарфумовані шати і зав'язували волосся, що інші греки тлумачили як ознаки ганьби.

## Спадщина
Генетичне дослідження, проведене в 2011 році, показало, що 4 % жителів Провансу походять від гаплогрупи E-V13, що особливо часто зустрічається серед фокейців (19 %), і що 17 % Y-хромосом в Провансі можна віднести до грецької колонізації. За словами авторів, ці результати свідчать про «домінуючий внесок грецької чоловічої еліти до населення Провансу залізного віку». 

## Подальше читання
- Bizot, Bruno (2007). Marseille antique. Guides archéologiques de la France. Éd. du Patrimoine. ISBN 978-2-85822-931-4.
- Loseby, S. T. (1992). Marseille: A Late Antique Success Story?. The Journal of Roman Studies. 82: 165—185. doi:10.2307/301290. ISSN 1753-528X. JSTOR 301290.